# Ghijsbertus van der Asdonck
Ghijsbertus van der Asdonck (Gemert, 19 april 1666 – Oirschot, 26 mei 1742) was een Nederlands geestelijke en een apostolisch vicaris van de Rooms-Katholieke Kerk.
Van der Asdonck was een zoon van Leonardus Gisberti van der Asdonck en Helena Antonij Lodders. Hij studeerde theologie aan de universiteit van Douai. In 1694 werd hij benoemd tot pastoor in Oirschot. In 1728 volgde zijn benoeming tot deken van Hilvarenbeek.
Op 23 maart 1731 werd Van der Asdonck benoemd tot apostolisch vicaris van 's-Hertogenbosch; hij was de eerste vicaris van 's-Hertogenbosch die zich in zijn eigen missiegebied vestigde.
Van der Asdonck overleed in 1742 op 76-jarige leeftijd. Hij werd begraven in de Sint-Petrusbasiliek in Oirschot.